# Lizette Etsebeth
Lizette Etsebeth-Schoeman (* 3. Mai 1963) ist eine ehemalige südafrikanische Leichtathletin, die sich auf den Diskuswurf spezialisiert hat. In dieser Disziplin wurde sie in den Jahren 1992 und 1993 Afrikameisterin.

## Sportliche Laufbahn
Erste internationale Erfahrungen sammelte Lizette Etsebeth vermutlich im Jahr 1992, als sie bei den Afrikameisterschaften in Belle Vue Maurel mit einer Weite von 54,84 m die Goldmedaille im Diskuswurf gewann und damit zugleich einen neuen Meisterschaftsrekord aufstellte. Im Jahr darauf verteidigte sie bei den Afrikameisterschaften in Durban mit 54,16 m ihren Titel und 1994 gewann sie bei den Commonwealth Games in Victoria mit 55,74 m die Bronzemedaille hinter der Australierin Daniela Costian und Beatrice Faumuina aus Neuseeland. Anschließend wurde sie beim IAAF World Cup in London mit 51,54 m Achte. Weiter Meisterschaftsteilnahmen sind nicht bekannt.
In den Jahren von 1993 bis 1995 wurde Etsebeth südafrikanische Meisterin im Diskuswurf.